# لیل بیبی
دومینیک آرمانی جونز (متولد ۳ دسامبر ۱۹۹۴) ، معروف به لیل بیبی (به انگلیسی: Lil Baby)، خواننده رپ، خواننده و ترانه سرا اهل آتلانتا، جورجیا است. او در سال ۲۰۱۷ پس از انتشار میکس تیپ Perfect Timing به شهرت اصلی رسید و به یکی از برجسته ترین چهره های موسیقی موسیقی ترپ تا به امروز تبدیل شد.